# Max Bahr

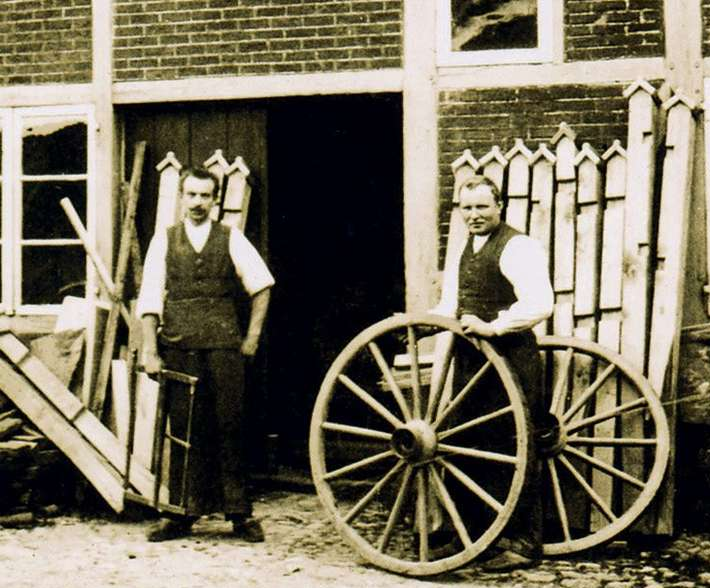
Die Stellmacherei 1879

Die Baumarkt Max Bahr GmbH & Co. KG betrieb bis zum 25. Februar 2014 eine Filialkette von Bau- und Gartenmärkten in Deutschland. Das Unternehmen gehörte zuletzt zur Praktiker AG. Der Unternehmenssitz war Hamburg. Am 25. Juli 2013 meldete Max Bahr Insolvenz an.

## Geschichte
Johann Jacob Heinrich Bahr gründete 1879 im heutigen Hamburger Stadtteil Bramfeld eine Stellmacherei für die Produktion von Wagenrädern und Wagengestellen. Sein Sohn Max (1884–1956) übernahm 1906 den elterlichen Betrieb und wagte 1927 den Schritt, in den erfolgversprechenden Holz-Einzelhandel einzusteigen.
Peter Möhrle, der 1956 Hauptgesellschafter und Geschäftsführer der Max Bahr Holzhandlung wurde, erkannte den beginnenden Do-it-yourself-Boom, erweiterte das Sortiment und legte damit den Grundstein für das bis zur Insolvenz bestehende Unternehmen. 1963 eröffnete er die erste Filiale in Hamburg-Rissen. Peter Möhrle setzte in den folgenden Jahren ein neues auch von der Firma Bauhaus verfolgtes Konzept aus den USA um: Baumärkte mit großzügigen Flächen und umfangreichem Sortiment. Die Filialisierung schritt nun schnell voran. Mit der Eröffnung des ersten Gartencenters in Lübeck im Jahr 1994 stellte Max Bahr die Weichen für die Kombination von Baumarkt- und Gartenangebot, welche für die Branche zukunftsweisend war. Nach dem 125-jährigen Firmenjubiläum zog sich 2004 die Familie Möhrle aus dem operativen Geschäft zurück.
Seit dem 1. Februar 2007 gehörte Max Bahr der Praktiker-Gruppe an. Im Rahmen der Zwei-Marken-Strategie der Praktiker Bau- und Heimwerkermärkte Holding AG sollte Max Bahr als beratungs- und servicestarke Marke weitergeführt werden. In seinen Unternehmensrichtlinien versuchte Max Bahr, den Herausforderungen der Umweltthematik gerecht zu werden. Bereits im Jahr 2000 wurde das Umweltmanagement nach DIN EN ISO 14001 zertifiziert und regelmäßig durch den TÜV überprüft. Mit der Eröffnung des nach Unternehmensangaben bundesweit ersten nachhaltigen Bau- und Gartenmarkts in Hamburg-Stellingen wollte das Unternehmen ein Zeichen setzen. Eine Photovoltaikanlage auf dem Dach erzeugte Strom. Die Holzpellet-Heizung diente der Wärmeerzeugung. Das Konzept des Baumarkts schloss die Nutzung von Regenwasser, natürliche Beleuchtung und Belüftung sowie eine Dachbegrünung mit ein.
Im Restrukturierungsprogramm der Dachgesellschaft Praktiker war vorgesehen, etwa die Hälfte der bestehenden Praktiker-Märkte auf Max Bahr umzuflaggen. Bis zum April 2013 wurden bereits 57 Märkte umgeflaggt. Insgesamt sollte die Anzahl der Max-Bahr-Märkte bis Ende 2013 von 80 auf etwa 200 Märkte steigen, während die Praktiker-Märkte von 236 (vor Umbaubeginn) auf etwa 120 reduziert werden sollten. Am 10. Juli 2013 erklärte sich die Praktiker AG für überschuldet und zahlungsunfähig und meldete Insolvenz an. Max Bahr war zu dem Zeitpunkt hiervon allerdings noch nicht betroffen.
Jedoch meldete Max Bahr am 25. Juli 2013 unter Verweis auf die fehlende finanzielle Unterstützung der Lieferanten durch einen Warenkreditversicherer Insolvenz an. Insolvenzverwalter Jens-Sören Schröder gab am 15. November 2013 nach dem Scheitern einer Übernahme durch den Konkurrenten Hellweg wegen Streitigkeiten um die Max-Bahr-Immobilien die Abwicklung des Unternehmens bekannt. Die Royal Bank of Scotland hatte von Hellweg eine Konzernbürgschaft gefordert, die das mittelständische Unternehmen nicht leisten wollte. Kurz darauf bekundete das saarländische Unternehmen Globus Fachmärkte GmbH & Co. KG erneut Interesse an Max Bahr und dem Kauf der Filialen. Voraussetzung hierfür war allerdings eine Einigung mit dem Eigentümer der Häuser, der Royal Bank of Scotland. Globus Fachmärkte, die 59 der 73 Max-Bahr-Filialen (von Praktiker auf Max Bahr umgeflaggte Filialen sind ausgenommen) unter altem Namen sowie die Zentrale in Kirkel weiterbetreiben wollten, einigten sich am 26. November 2013 mit der Royal Bank of Scotland über den Kauf der 59 Filialen. Die Unterzeichnung der Verträge stand noch aus und sollte am 27. November 2013 durchgeführt werden. An diesem Tag wurde jedoch bekannt, dass der Verkauf an Globus Fachmärkte gescheitert war und Max Bahr zerschlagen würde.
Daraufhin erwarben sowohl die Soltauer Hagebau als auch Bauhaus insgesamt über die Hälfte der Max-Bahr-Märkte.

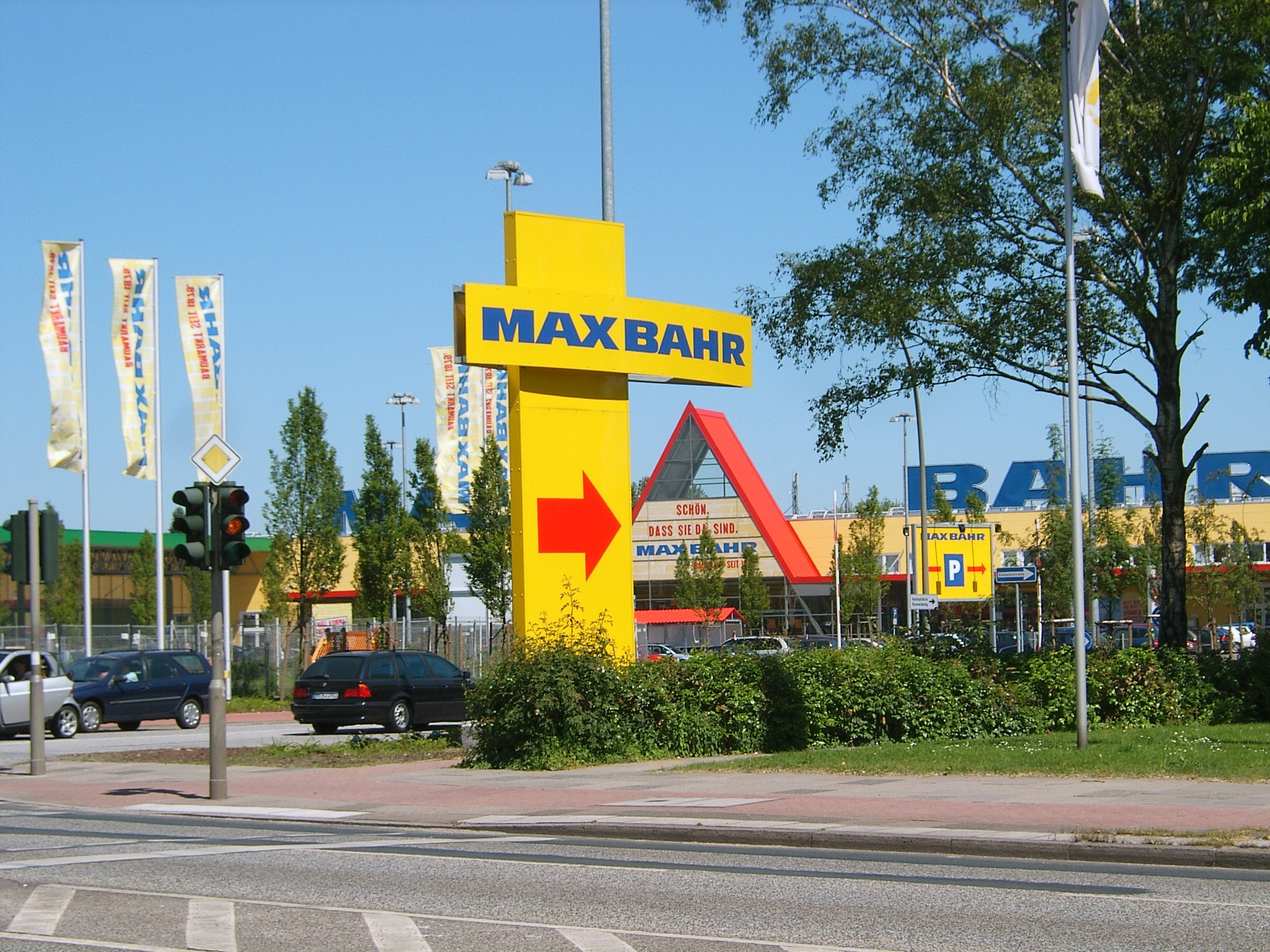
Der 80. Markt in Hamburg-Bramfeld

Bis zum 25. Februar 2014 fand in den Filialen von Max Bahr der Abverkauf der Waren statt, danach wurden sämtliche Filialen geschlossen. Zum 1. März 2014 wurde die Gesellschaft aufgelöst. 63 Filialen wurden an Nachfolgeunternehmen übergeben, um sie in deren jeweiliges Filialsystem einzugliedern. Zu den Käufern der Max-Bahr-Filialen gehören Bauhaus, Obi, Hagebau, toom, Hornbach, Globus, Poco Domäne und XXXLutz. Teilweise wurden einzelne Filialen auch an Möbelhäuser (Mömax Hannover), Autohäuser (Filiale Bremerhaven), an einen Farben- und Lackhersteller (1 Filiale in Münster) und an Dirk Möhrle, Sohn des langjährigen Max-Bahr-Geschäftsführers Peter Möhrle (Filiale Elmshorn), verkauft. Anfang Juli 2014 waren alle 67 alten Filialen (diejenigen, die bereits beim Verkauf 2007 zum Unternehmen gehörten) verkauft. Für die später auf Max Bahr umgeflaggten Praktiker-Märkte werden mit Stand Juli 2015 zum Teil noch immer Käufer gesucht.